# フレデルナ
フレデルナ（ドイツ語：Frederuna, フランス語：Frédérune/Frérone, 887年 - 917年）は、西フランク王シャルル3世の最初の王妃。

## 生涯
フレデルナは、ヴェストファーレン伯ディートリヒとギーゼラ・フォン・ロートリンゲンの間の娘である。ドイツ王ハインリヒ1世の王妃マティルデの異母姉にあたる。また、兄弟にシャロン＝シュル＝マルヌ司教ブーヴ2世がいる。907年に西フランク王シャルル3世と結婚し、以下の6人の娘をもうけた。
- エルマントルド（908/16年 - ） - ロタリンギア宮中伯ゴットフリートと結婚。下ロタリンギア副公ゴットフリート1世の母。
- フレデルナ
- アデライード
- ジゼル - ノルマンディー公ロロと結婚
- ロトルード
- ヒルデガルド

フレデルナは917年に死去し、シャルル3世は919年にイングランド王エドワード長兄王の娘エドギフと結婚した。